# Alicia Kozameh

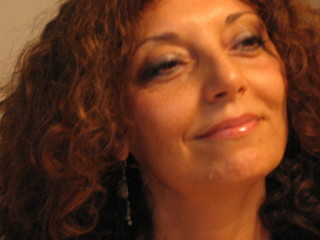
Alicia Kozameh, 2006

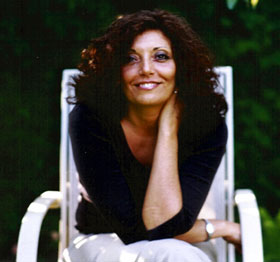
Alicia Kozameh, 2007

Alicia Kozameh (* 20. März 1953 in Rosario, Argentinien) ist eine argentinische Schriftstellerin. Bekannt wurde sie vor allem für ihre literarische Aufarbeitung der argentinischen Militärdiktatur von 1976 bis 1983. Ihre Romane und Erzählungen enthalten einerseits zahlreiche autobiographische Elemente und zeichnen sich auch durch innovative literarische Techniken aus. Ein weiteres Hauptthema in ihrem Werk sind Exil und Migration.

## Leben
Alicia Kozameh wurde als Tochter einer jüdisch-arabischen Einwandererfamilie im argentinischen Rosario geboren. Ihre Kindheit war von der engen Beziehung zu ihrer um vier Jahre älteren Schwester Liliana geprägt, die durch einen zu spät durchgeführten Kaiserschnitt spastisch gelähmt war und mit einundzwanzig Jahren verstarb.
Von 1973 bis 1975 studierte Kozameh an der Universidad Nacional de Rosario „Filosofía y Letras“ (Geistes- und Literaturwissenschaften).
Schon früh engagierte sich die linke Aktivistin in der politischen Opposition, dem Partido Revolucionario de los Trabajadores (PRT). Am 24. September 1975 wurde sie gleichzeitig mit ihrem damaligen Lebensgefährten verhaftet und als politische Gefangene in das berüchtigte Frauengefängnis der Polizeidirektion von Rosario verbracht, den so genannten „Sótano“ (Keller). Später wurde sie in die Haftanstalt „Villa Devoto“ nach Buenos Aires verlegt. Auf Grund einer Weihnachtsamnestie kam sie am 24. Dezember 1978 frei, musste sich jedoch in regelmäßigen Abständen bei der Polizei melden („libertad vigilada“).
Da sie weiterhin Repressalien und Drohungen ausgesetzt war, beantragte sie einen Reisepass, der ihr erst 1980 gewährt wurde. Kurz darauf ging sie ins Exil, zunächst nach Kalifornien, später nach Mexiko.
Nach dem Ende der Militärdiktatur in Argentinien beschloss Alicia Kozameh 1984, zusammen mit ihrer wenige Monate alten Tochter Sara wieder in ihr Heimatland zurückzukehren. In Buenos Aires arbeitete sie von 1985 bis 1987 an der Escuela Freudiana de La Argentina. Nach dem Erscheinen ihres ersten Romans, Pasos bajo el agua (1987), der ihre Erfahrungen als politische Gefangene literarisch verarbeitet, war Kozameh jedoch neuerlichen Drohungen ausgesetzt, so dass sie 1988 endgültig ins Exil ging. Seit 1988 lebt und arbeitet die Autorin in Los Angeles, USA. Derzeit (2017) unterrichtet sie an der Chapman University in Kalifornien "Creative Writing".

## Werke

### Romane
- Pasos bajo el agua, Buenos Aires: Contrapunto 1987. Erweiterte Neuausgaben: Córdoba (Argentinien): Alción 2002 und 2006.
- 259 saltos, uno inmortal, Córdoba (Argentinien): Narvaja 2001. Neuausgabe: Córdoba (Argentinien): Alción 2013. Spanische Ausgabe: Madrid: barbarie editora, 2022 ISBN 978-8-412492-30-9
- Patas de avestruz, Córdoba (Argentinien): Alción 2003.
- Basse danse, Córdoba (Argentinien): Alción 2007.
- Natatio aeterna, Córdoba (Argentinien): Alción 2011.
- Eni Furtado no ha dejado de correr, Córdoba (Argentinien): Alción 2013.
- Bruno regresa descalzo, Córdoba (Argentinien): Alción, 2016.

### Erzählungen
- Ofrenda de propia piel, Córdoba (Argentinien): Alción 2004.
- Bosquejo de alturas, Córdoba (Argentinien): Alción 2020.
- Ofrenda de propia piel 2, Córdoba (Argentinien): Alción, 2022

### Lyrik
- Mano en vuelo, Córdoba (Argentinien): Alción 2009. ISBN 978-987-646-079-8
- Sal de sangres en guerra, Córdoba (Argentinien): Alción 2018. ISBN 978-987-646-735-3
- Sal de sangres en declive, Córdoba (Argentinien): Alción 2019. ISBN 978-987-646-802-2
- Sal de sangres en pánico, Córdoba (Argentinien): Alción 2020. ISBN 978-987-646-861-9
- Sal de sangres en incendio, Córdoba (Argentinien): Alción 2020. ISBN 978-987-646-904-3
- Sal de sangres en sangre, Córdoba (Argentinien): Alción 2021. ISBN 978-987-646-943-2

### Mitautorin
- Nosotras, presas políticas. Obra colectiva de 112 prisioneras políticas entre 1974 y 1983. Alicia Kozameh, Blanca Becher, Mirta Clara, Silvia Echarte, Viviana Beguán, Nora Hilb et al. Prólogo: Inés Izaguirre. Buenos Aires: Editorial Nuestra América, 2006.

### Herausgegebene Werke
- Caleidoscopio. La mujer en la mira. Selección y prólogo de Alicia Kozameh. Buenos Aires: Instituto Movilizador de Fondos Cooperativos (Colección Desde la gente), 2005.
- Caleidoscopio 2. Inmigrantes en la mira. Selección de textos, entrevistas y prólogo de Alicia Kozameh. Buenos Aires: Instituto Movilizador de Fondos Cooperativos (Colección Desde la gente), 2006.

### Sonstiges
- Dagas. Los cuadernos de la cárcel de Alicia Kozameh. Poitiers: CRLA, Archivos de Literatura Latinoamericana, Université de Poitiers, 2014 (Los cuadernos de la Colección Archivos, 1)

### Werk in Übersetzung

#### Deutsch
- „Wie Straußenfüße“. Aus dem Spanischen von Erna Pfeiffer. In: AMORica Latina: Mein Kontinent – mein Körper. Erotische Texte lateinamerikanischer Autorinnen. Herausgegeben und übersetzt von Erna Pfeiffer. Wien: Wiener Frauenverlag, (1991), 281–287. (= Ausschnitt aus Patas de avestruz)
- „Höhenlinien, flüchtig hingeworfen“. Aus dem Spanischen von Erna Pfeiffer. In: Torturada – Von Schlächtern und Geschlechtern. Texte lateinamerikanischer Autorinnen zu Folter und politischer Gewalt. Herausgegeben und übersetzt von Erna Pfeiffer. Wien: Wiener Frauenverlag, (1993), 275–299. (= „Bosquejo de alturas“, deutsch)
- Straußenbeine. Roman. Aus dem argentinischen Spanisch von Erna Pfeiffer. Wien: Milena Verlag, 1997. (= Patas de avestruz, deutsch)
- Schritte unter Wasser. Roman. Aus dem argentinischen Spanisch von Erna Pfeiffer, mit einem Nachwort von Saúl Sosnowski. Wien: Milena Verlag, 1999. (= Pasos bajo el agua, deutsch)
- „Senkrechte Wirbelwinde“. Aus dem Spanischen von Erna Pfeiffer. In: In den Händen des Mondes. Texte lateinamerikanischer Frauen. Herausgegeben und übersetzt von Erna Pfeiffer. Wien: Milena, 2003, 49–55 (= „Vientos de rotación perpendicular“, deutsch)
- „Geständnis und Obstcreme“. Aus dem Spanischen von Veronika Ölzant-Bah. In: Fest. Essen. Rezepte von Autorinnen. Wien: Milena, 2005, 212–215
- „Alcira in Gelbtönen“. In: Mit den Augen in der Hand: argentinische Jüdinnen und Juden erzählen. Herausgegeben und übersetzt von Erna Pfeiffer. Mit einer Einleitung von Saúl Sosnowski, Leonardo Senkman, Florinda F. Goldberg und einem Nachwort von Elisabeth Baldauf. Wien: Mandelbaum Verlag, 2014, 220–227 (= „Alcira en amarillos“, deutsch)
- "Ich halte nichts von einer selbst gewählten Opferrolle, weil sie den Kampf um Gerechtigkeit lähmt". Alicia Kozameh im Gespräch. In: "Sie haben unser Gedächtnis nicht auslöschen können". Jüdisch-argentinische Autorinnen und Autoren im Gespräch. Herausgegeben und übersetzt von Erna Pfeiffer. Wien: Löcker-Verlag (edition pen, Bd. 39), S. 355–370.
- 259 Sprünge (Salto Immortale inbegriffen). Aus dem argentinischen Spanisch übersetzt von Erna Pfeiffer. Wien: Löcker-Verlag, 2017 (edition pen, Bd. 60) ISBN 978-3-85409-844-7

#### Englisch
- Steps under Water. Translated by David E. Davis. Foreword by Saúl Sosnowski. Berkeley / Los Angeles / London: University of California Press, 1996. (= Pasos bajo el agua, englisch)
- 259 Leaps, the Last Immortal. Translated from the Spanish by Clare E. Sullivan, Introduction by Gwendolyn Díaz. San Antonio, Texas: Wings Press, 2006. (= 259 Saltos, uno inmortal, englisch)
- Ostrich Legs. A Novel by Alicia Kozameh. Translated from the Spanish by David E. Davis. San Antonio, TX: Wings Press, 2013 (= Patas de avestruz, englisch)
- Eni Furtado Has Never Stopped Running. Andrea Labinger, trans. San Antonio, TX: Wings Press, 2014 (= Eni Furtado no ha dejado de correr, englisch)

#### Französisch
- Main en vol. Traduit de l’espagnol (Argentine) par Anne-Claire Huby. Lyon, France: L’atelier du tilde, 2011. (= Mano en vuelo, französisch).
- Esquisse des hauteurs (Récit). Traduit de l’espagnol (Argentine) par Anne-Claire Huby. Lyon, France: L’atelier du tilde, 2011. (= „Bosquejo de alturas“, französisch)
- 259 sauts, un immortel. Traduit de l’espagnol (Argentine) par Anne-Claire Huby. Lyon: Zinnia Éditions, 2013 (= 259 saltos, uno inmortal, französisch)
- La peau même en offrande. Traduit de l’espagnol (Argentine) par Anne-Claire Huby. Lyon: Zinnia Éditions, 2013 (= Ofrenda de propia piel, französisch)
- Pattes d’autruche. Traduit de l’espagnol (Argentine) par Anne-Claire Huby. Lyon: Zinnia Éditions, 2014 (= Patas de avestruz, französisch)
- Sel de sangs en guerre. Traduit de l’espagnol (Argentine) par Anne-Claire Huby. Lyon: Zinnia Éditions, 2020 (= Sal de sangres en guerra, französisch)

#### Italienisch
- Passi sotto l’acqua. Brunilde Scalabrini, trad. Postfazione di Emilia Perassi. Milán: et al./EDIZIONI, 2013 (= Pasos bajo el agua, italienisch).

### In Buchform
- Gwendolyn Díaz: Women and Power in Argentine Literature. Stories, Interviews and Critical Essays. University of Texas Press, Austin TX 2007, ISBN 978-0-292-71649-0 (Texas Pan-American Literature in Translation Series).
- Edith Dimo (Hrsg.): Escribir una generación. La palabra de Alicia Kozameh. Alción, Córdoba (Argentinien) 2005, ISBN 950-9402-391-5 (spanisch).
- Erna Pfeiffer (Hrsg.): Exiliadas, emigrantes, viajeras. Encuentros con diez escritoras latinoamericanas. Vervuert u. a., Frankfurt u. a. 1995, ISBN 3-89354-073-3 (spanisch).
- Erna Pfeiffer: Territorium Frau. Körpererfahrung als Erkenntnisprozess in Texten zeitgenössischer lateinamerikanischer Autorinnen. Vervuert, Frankfurt am Main 1998, ISBN 3-89354-098-9 (Zugleich: Graz, Univ., Habil.-Schr., 1996).
- M. Edurne Portela: Displaced Memories. The Poetics of Trauma in Argentine Women's Writing. Bucknell University Press, Lewisburg PA 2009, ISBN 978-0-8387-5732-1 (englisch).
- Erna Pfeiffer (Hrsg.): Alicia Kozameh: Ética, estética y las acrobacias de la palabra escrita. Pittsburgh, PA: IILI, 2013 (= Serie Antonio Cornejo Polar, 8). ISBN 978-1-930744-57-8 (spanisch)

### Aufsätze
- Erna Pfeiffer: „Textkörper – Körpertexte: Leben mit Behinderung in Werken zeitgenössischer lateinamerikanischer Autorinnen: Alicia Kozameh, Elena Poniatowska, María Luisa Puga“, in: Prettenthaler-Ziegerhofer, Anita (Hrsg.): Menschen mit Behinderung: Leben wie andere auch? Graz: Grazer Universitätsverlag, 2006, S. 247–256.
- Erna Pfeiffer: „Dem Unsagbaren Form geben: Alicia Kozameh verbindet experimentelle Formen und politisches Engagement“, in: ila (Zeitschrift der Informationsstelle Lateinamerika, Bonn), Nr. 335, Mai 2010, S. 8–9.